# John Lukas
John Lukas ist ein US-amerikanischer Pokerspieler. Er ist zweifacher Braceletgewinner der World Series of Poker.

## Persönliches
Lukas diente den Streitkräften der Vereinigten Staaten im Vietnamkrieg. Er ist seit 1961 verheiratet und lebt in Las Vegas.

## Pokerkarriere

### Werdegang
Lukas hat sich auf die Varianten Omaha Hi-Lo und Seven Card Stud Hi-Lo spezialisiert. Seine erste Geldplatzierung bei einem Pokerturnier erzielte im Mai 1983 bei der World Series of Poker (WSOP) im Binion’s Horseshoe in Las Vegas. Dort gewann der Amerikaner ein Event in Razz und sicherte sich 43.000 US-Dollar sowie ein Bracelet. Bei der WSOP 1985 entschied er ein Turnier in Limit Seven Card Stud Hi-Lo für sich und wurde mit seinem zweiten Bracelet sowie 74.500 US-Dollar prämiert. In den Jahren 1986 und 1992 erzielte Lukas je eine Geldplatzierung bei der WSOP. Bei der WSOP 2005, die erstmals im Rio All-Suite Hotel and Casino am Las Vegas Strip ausgespielt wurde, erreichte er bei einem Event in Omaha Hi-Lo den Finaltisch und beendete es auf dem mit knapp 140.000 US-Dollar dotierten zweiten Platz. Seitdem blieben größere Turniererfolge aus. Seine letzte Geldplatzierung datiert von Juli 2018, wobei der Amerikaner bei der World Series of Poker letztmals 2008 erfolgreich war.
Insgesamt hat sich Lukas mit Poker bei Live-Turnieren mehr als 300.000 US-Dollar erspielt.

### Braceletübersicht
Lukas kam bei der WSOP sechsmal ins Geld und gewann zwei Bracelets:
| Jahr | Buy-in (in $) | Turnier                     | Teilnehmer | Preisgeld (in $) |
| ---- | ------------- | --------------------------- | ---------- | ---------------- |
| 1983 | 1000          | Limit Razz                  | 086        | 43.000           |
| 1985 | 1000          | Limit Seven Card Stud Hi-Lo | 149        | 74.500           |